# Lachambre
Lachambre és un municipi francès, situat al departament del Mosel·la i a la regió del Gran Est. L'any 2007 tenia 710 habitants.

## Demografia

### Població
El 2007 la població de fet de Lachambre era de 710 persones. Hi havia 264 famílies, de les quals 48 eren unipersonals (12 homes vivint sols i 36 dones vivint soles), 68 parelles sense fills, 128 parelles amb fills i 20 famílies monoparentals amb fills.
La població ha evolucionat segons el següent gràfic:
Habitants censats

### Habitatges
El 2007 hi havia 272 habitatges, 262 eren l'habitatge principal de la família, 2 eren segones residències i 8 estaven desocupats. 256 eren cases i 16 eren apartaments. Dels 262 habitatges principals, 237 estaven ocupats pels seus propietaris, 19 estaven llogats i ocupats pels llogaters i 6 estaven cedits a títol gratuït; 3 tenien dues cambres, 12 en tenien tres, 49 en tenien quatre i 198 en tenien cinc o més. 250 habitatges disposaven pel capbaix d'una plaça de pàrquing. A 84 habitatges hi havia un automòbil i a 158 n'hi havia dos o més.

### Piràmide de població
La piràmide de població per edats i sexe el 2009 era:
| Homes | Edats   | Dones |
| ----- | ------- | ----- |
| 0     | 95 o +  | 0     |
| 0     | 90 a 94 | 0     |
| 0     | 85 a 89 | 4     |
| 12    | 80 a 84 | 12    |
| 0     | 75 a 79 | 20    |
| 8     | 70 a 74 | 4     |
| 12    | 65 a 69 | 12    |
| 4     | 60 a 64 | 16    |
| 24    | 55 a 59 | 20    |
| 40    | 50 a 54 | 20    |
| 32    | 45 a 49 | 20    |
| 40    | 40 a 44 | 52    |
| 28    | 35 a 39 | 24    |
| 24    | 30 a 34 | 12    |
| 13    | 25 a 29 | 24    |
| 24    | 20 a 24 | 12    |
| 52    | 15 a 19 | 32    |
| 40    | 10 a 14 | 32    |
| 28    | 5 a 9   | 20    |
| 8     | 0 a 4   | 4     |

## Economia
El 2007 la població en edat de treballar era de 508 persones, 348 eren actives i 160 eren inactives. De les 348 persones actives 327 estaven ocupades (178 homes i 149 dones) i 21 estaven aturades (10 homes i 11 dones). De les 160 persones inactives 59 estaven jubilades, 43 estaven estudiant i 58 estaven classificades com a «altres inactius».

### Ingressos
El 2009 a Lachambre hi havia 303 unitats fiscals que integraven 808 persones, la mediana anual d'ingressos fiscals per persona era de 20.179 €.

### Activitats econòmiques
Dels 20 establiments que hi havia el 2007, 2 eren d'empreses extractives, 1 d'una empresa de fabricació d'altres productes industrials, 4 d'empreses de construcció, 4 d'empreses de comerç i reparació d'automòbils, 3 d'empreses de transport, 1 d'una empresa financera, 1 d'una empresa immobiliària, 3 d'empreses de serveis i 1 d'una empresa classificada com a «altres activitats de serveis».
Dels 3 establiments de servei als particulars que hi havia el 2009, 1 era un guixaire pintor, 1 lampisteria i 1 agència immobiliària.
L'any 2000 a Lachambre hi havia 4 explotacions agrícoles.

## Equipaments sanitaris i escolars
El 2009 hi havia una escola elemental integrada dins d'un grup escolar amb les comunes properes formant una escola dispersa.

## Poblacions més properes
El següent diagrama mostra les poblacions més properes.